# Заклопача (Плитвицька Єзера)
44°53′ пн. ш. 15°41′ сх. д. / 44.88° пн. ш. 15.69° сх. д.
Заклопача (хорв. Zaklopača) — населений пункт у Хорватії, у Лицько-Сенській жупанії у складі громади Плитвицька Єзера.

## Населення
Населення за даними перепису 2011 року становило 5 осіб.
Динаміка чисельності населення поселення:

## Клімат
Середня річна температура становить 8,56 °C, середня максимальна – 22,19 °C, а середня мінімальна – -6,85 °C. Середня річна кількість опадів – 1344 мм.
| Клімат поселення                              | Клімат поселення | Клімат поселення | Клімат поселення | Клімат поселення | Клімат поселення | Клімат поселення | Клімат поселення | Клімат поселення | Клімат поселення | Клімат поселення | Клімат поселення | Клімат поселення | Клімат поселення |
| Показник                                      | Січ.             | Лют.             | Бер.             | Квіт.            | Трав.            | Черв.            | Лип.             | Серп.            | Вер.             | Жовт.            | Лист.            | Груд.            |                  |
| Середній максимум, °C                         | 6,19             | 6,85             | 10,10            | 14,18            | 18,89            | 22,19            | 21,38            | 20,82            | 17,06            | 13,34            | 7,88             | 4,26             |                  |
| Середня температура, °C                       | −0,32            | 0,33             | 3,57             | 7,66             | 12,37            | 15,66            | 17,84            | 17,28            | 13,52            | 9,78             | 4,34             | 0,69             |                  |
| Середній мінімум, °C                          | −6,85            | −6,19            | −2,94            | 1,14             | 5,84             | 9,13             | 14,28            | 13,71            | 9,95             | 6,23             | 0,78             | −2,85            |                  |
| Норма опадів, мм                              | 90               | 95               | 101              | 114              | 103              | 107              | 86               | 96               | 128              | 140              | 158              | 126              |                  |
| Середньомісячна швидкість вітру, м/с          | 1.82             | 1.93             | 2.22             | 2.19             | 2.02             | 1.80             | 1.76             | 1.66             | 1.69             | 1.81             | 1.94             | 2.01             |                  |
| Середньомісячна сонячна радіація, кДж/м²·день | 4526             | 7193             | 10624            | 15078            | 19200            | 21058            | 22591            | 19297            | 14325            | 9257             | 4974             | 3751             |                  |
| --------------------------------------------- | ---------------- | ---------------- | ---------------- | ---------------- | ---------------- | ---------------- | ---------------- | ---------------- | ---------------- | ---------------- | ---------------- | ---------------- | ---------------- |
| Джерело:                                      |                  |                  |                  |                  |                  |                  |                  |                  |                  |                  |                  |                  |                  |